# Impact Bowl 2019
L'Impact Bowl 2019 è stata la 2ª edizione del campionato di football americano di primo livello, organizzato dalla FIFAM.

## Squadre partecipanti
| Club                       | Città   | Stadio | Sponsor ufficiale |
| -------------------------- | ------- | ------ | ----------------- |
| Abidjan Black Scorpions    | Abidjan |        |                   |
| Riviera Golf Golden Eagles | Abidjan |        |                   |

## II Impact Bowl
| Abidjan 28 aprile 2019 | Riviera Golf Golden Eagles | 16 – 6 (8-0 0-6 8-0 0-0) | Abidjan Black Scorpions | Liceo Classico |

## Verdetti
- Riviera Golf Golden Eagles Campioni della Costa d'Avorio 2019